# Miliolechina
Miliolechina es un género de foraminífero bentónico de la familia Miliolechinidae, de la superfamilia Milioloidea, del suborden Miliolina y del orden Miliolida. Su especie tipo es Miliolechina stellata. Su rango cronoestratigráfico abarca el Noriense (Triásico superior).

## Clasificación
Miliolechina incluye a la siguiente especie:
- Miliolechina stellata